# 呂春成
呂春成（1903年1月23日—1972年8月15日), 出生於新竹州桃園郡, 台湾畫家，日本姓名宮川誠介，1923年~1940年曾任教桃園、龜山、龍潭等公學校教師，並擔任桃園國小訓導主任。1969年10月獲日本水光會最高賞，作品名「渨田川」，1972年1月名列日本美術名鑑。

## 生平
呂春成生於1903年（明治36年），1922年自台灣總督府國語學校（今國立台北教育大學）畢業，在校期間受教於石川欽一郎，奠定素描及水彩等美術基礎。
1928年以「風景」乙作入選第一回「新竹州學校美術展」, 1929年以「裡道」乙作入選第二回「新竹州學校美術展」，時任桃園公學校教師。1930年以「風景」乙作獲第三回「新竹州學校美術展」特選, 1931年以「秋晴」乙作獲第四回「新竹州學校美術展」特選，時任龜山公學校教師。
1932年（昭和七年）呂春成入賞第五回「新竹州學校美術展」並加入「一盧會」為會員，1934年作品「桃園郊外」入選台灣教育會主辦台灣美術展覽會（簡稱台展）第八回，1938年入選台灣總督府主辦第一回府展：作品「靜日」。1939年與簡綽然、簡衍慶、邱創乾等人組成「桃園街美育研究會」, 1940年辭去教職，舉家搬遷至中國南京，就職於三井商社，經常於上海、杭州、南京等地旅遊寫生作畫，並投稿詩集文章於報章，亦擔任南京台灣同鄉會副會長，1946年舉家由南京搬遷回台灣。後因政治因素被列入黑名單，遺留妻子與9名小孩在台，於1946年10月避隱居日本多年，以日本名宮川誠介客居異鄉至1972年病故。
1969年1月入選參展日本「日水會」水彩畫展，並參展日本美術館友會展，6月參展水彩展，1969年10月獲日本水光會最高賞，作品名「渨田川」。1970年6月參展新世紀千葉支部展，1971年5月與東京舉辦水彩畫個展。1972年1月名列日本美術名鑑，同年8月6日中風，8月15日病逝於日本，享年70歲。